# Комель, Миклауз
Миклауз Комель (словен. Miklavž Komelj, род. 10 июля 1973, Крань) — словенский поэт, прозаик, искусствовед.

## Биография
Родился в городе Крань.
Изучал историю искусств в Люблянском университете. В 1991 начал писать свои первые стихи.
В своем дебютном сборнике обращается к петраркистской традиции, а в сборнике «Роза», за который в 2002 году получил премию «Вероника», переходит к исповедальным формам.
В том же году защитил диссертацию на тему «Значение природы в тосканской живописи первой половины XIV века».
На данный момент, он нашел свой стиль в философско-эстетической поэтической форме; Его стихи герметичны, но при этом чувственны и значимы.
В 2006 году он получил премию Йенко за свой сборник стихов «Ипподром», а в 2010 году — премию Фонда Прешерена за свой сборник стихов «Неадресуемые имена». В 2011 году он получил премию Рожанца за эссе «Необходимость поэзии».
В 2019-м подготовил 2-томое издание про словенского поэта Сречко Косовеля и  написал вступительное слово к его двух томному изданию.
В 2022-м он в соавторстве с Айрин Мислей написал книгу про словенского художника-экспресиониста Вено Пилона.
В 2024 году попал в скандал отрицая массовые репресии словенской интелигенции югославкими комунистами. Словенская пресса обвенила его в симпатии к России и Сталинизму в часности.

## Поэзия
- Luč delfina (1991)
- Jantar časa (1995)
- Rosa (2002)
- Hipodrom (2006)
- Nenaslovljiva imena (2008)

Modra obleka (2011) Roke v dežju (2011) Noč je abstraktnejša kot N (2014)
- Minima impossibilia (2016)

Liebestod (2017) 11 (2018) Stigmatizacija (2019) Goreča knjiga (2020) Med (2023)

## Проза
Sovjetska knjiga (2012)
Larvae (2019)
Skrij me, sneg (2021)

## Эссе
Nujnost poezije (2010)

## Переводы
На словенский перевел стихи Владимира Маяковского, Эзры Паунда, Петра Негоша, Джуны Барнс, Фернандо Пессоа, Пьера Пазолини, Сесара Вальехо, Каролины фон Гюндероде.